# GNS-Theorie
Die GNS-Theorie von Ron Edwards versucht, Rollenspielrunden zu klassifizieren, indem sie diese in drei Spielformen einteilt: Gamismus, Narrativismus und Simulationismus. Der Name der Theorie leitet sich aus den Anfangsbuchstaben dieser drei Kategorien ab. Die Theorie entwickelte sich aus dem Threefold-Modell, das 1997 in der Newsgroup rec.games.frp.advocacy Drama, Simulation und Game als die drei Paradigmen des Rollenspiels definierte.

Die GNS-Theorie bezieht sich auf Spielrunden und wurde als Grundlage zum besseren Gamedesign entworfen. Häufig werden einige Elemente der Theorie auf einzelne Spieler oder ganze Systeme übertragen. Einige Spieler empfinden sie als nützlich, da sie zur Erklärung, warum Spieler am Rollenspiel teilnehmen, verwendet werden kann. Anderen ist die Einteilung in drei Kategorien zu grob.

## Spielformen
In seinem Artikel „System Does Matter“ („Auf das System kommt es an“) schrieb Edwards, dass alle Rollenspieler während einer Spielrunde eine weitgehend exklusive Perspektive oder ein weitgehend exklusives Ziel haben. Er schrieb, dass unterhaltsame Rollenspiele sich auf eine dieser Perspektiven fokussieren, und dass es ein verbreiteter Fehler im Rollenspieldesign sei, den Versuch zu unternehmen, alle drei Spielformen zu bedienen. Die drei von Edwards definierten GNS-Perspektiven sind:
1. Gamism (Leistungsrollenspiel, GAM): Die Spieler wollen gewinnen. Das kann sich im Extremfall in einem Spiel gegeneinander äußern, aber auch darin, Monster zu besiegen, Geheimnisse zu entschlüsseln oder die Geschichte des Spielleiters zu lösen. All diese sind mögliche Ziele einer gamistischen Gruppe. Es geht um das Gefühl, am Ende zu wissen, ob man gewonnen hat, nach Möglichkeit, dass man gewonnen hat. Edwards sieht den Gamismus auf zwei Ebenen: der sozialen Ebene und der In-Game-Ebene. Auf der sozialen Ebene müssen sich die Spieler verbessern können (“Step on up”), dazu gehen sie Risiken ein. Dies versuchen sie mit Hilfe ihres Verständnisses für das Spiel und möglichen Strategien zu erreichen. Auf der In-Game-Ebene muss es dafür Herausforderungen geben. Diese Herausforderungen stehen den Charakteren gegenüber, die ja von den Spielern gelenkt werden.[1]
2. Narrativism (Thematisches Rollenspiel, NAR): Die Zielvorstellung dieser Agenda könnte man mit „Story Now“ umschreiben. Dabei soll eine einnehmende Aufgabe oder eine problematische (menschliche) Eigenschaft ins Spiel eingebracht werden. Genauer: Das Problem muss in der Spielwelt installiert werden, so dass es ein zentrales Konfliktelement wird. Charaktere wechseln vielleicht während des Spiels die Seiten, oder es wird beleuchtet, warum es die Gegenseite gibt. Schlussendlich wird das Problem durch die Entscheidungen der Spieler in der Spielwelt aufgelöst. Im narrativistischen Spiel gibt es meist keinen vorgegebenen Plot, dem die Charaktere folgen, denn das Problem muss ja durch die Spieler kreativ beseitigt werden.[2]
3. Simulationism (Erlebnisrollenspiel, SIM): Diese kreative Agenda ist am schwierigsten positiv abzugrenzen. Dabei ist die Exploration nicht ein Nebeneffekt, sondern das Hauptziel des Spiels. Edwards beschreibt den Simulationismus zwar als „The Right to Dream“, aber Ralph Mazza argumentiert, dass das wohl von allen Rollenspielen behauptet werden könne. Daher benutzt er lieber „Entdeckung“ als das Wort, was Simulationismus am ehesten beschreibt. Nicht einfach nur schauen, was alles im gemeinsamen Vorstellungsraum (Shared Imagined Space, SIS) auftaucht, sondern aktiv entdecken, erforschen, simulieren ist das Ziel. Wie eine Frage nach „Was wäre wenn…“.[3]

Dabei gilt zu beachten, dass alle drei Formen während einer Spielrunde vertreten sein können, nach der Theorie jedoch zu jedem beliebigen Zeitpunkt nur eine davon oberste Priorität haben kann. Mischformen, sogenannte Hybride, die zwei unterschiedliche Formen gleichzeitig darstellen, sind umstritten. 

Wichtig hierbei ist, dass es sich nicht um eine Einordnung von Spielern oder Spielen handelt, sondern von Spielgruppen. Abgekürzt wird oft ein Spieler, der gerne in GAM-Runden spielt, als Gamist bezeichnet, ein Spieler der gerne in NAR-Runden spielt als Narrativist und ein Spieler, der gerne in SIM-Runden spielt, als Simulationist. Analog werden Rollenspiele, die besonders für GAM/NAR/SIM-Agenden geeignet sind, als gamistische/narravistische/simulationistische Spiele bezeichnet. Diese verkürzte Sprechweise ist etwas problematisch, da keinesfalls alle Spieler in eine der drei Schubladen passen und viele sich für mehr als eine der Agenden interessieren. Genau wie ein Mensch gerne Schach spielen, über politische Themen diskutieren und ins Kino gehen kann, kann ein Rollenspieler alle drei Arten von Spiel mögen.

## The Big Model / GNS
Die GNS-Unterteilungen stellen nur einen Teil der "Big Model"-Theorie dar, die vor allem im Internetforum "The Forge" entwickelt wurde. Das "Big Model" betrachtet verstärkt die Vorgänge am Spieltisch und unterscheidet dabei eine Vielzahl von Einzelhandlungen und Techniken. Oft wird irreführenderweise das Big Model mit der GNS-Theorie gleichgesetzt. Es gilt hier zu beachten, dass das Big Model die GNS-Unterteilungen zwar beinhaltet, jedoch nicht allein auf ihnen aufbaut.